# RED COW
『RED COW』（レッドカウ）は、2015年公開の映画作品。監督・撮影監督は大塚祐吉、主演は松田優と中山絵梨奈。日中合作映画。

## キャスト
- 観光ツアーガイド 真鍋：松田優
- 凛凛（上海の富豪の一人娘）：中山絵梨奈
- マッサージ師（梨田の舎弟）：木村圭作
- 梨田：宮川浩明
- 黒澤はるか
- 小林麗菜
- 実李果
- 渡辺友子
- 旅館の料理人：堀田眞三

## スタッフ
- 監督・撮影監督・脚本 - 大塚祐吉
- エグゼクティブプロデューサー - 大石竜次、真部正美
- プロデューサー - 礒部和弘、佐高美智代、フランク・リー
- 撮影 - スタンリー・ディック
- 録音 - 飴田秀彦
- 音楽プロデューサー - 花崎雅芳
- 音楽協力 - カプリチオ・ミュージック
- 音楽 - 鈴木ヤスヨシ
- 制作 - ロイエンターテイメント
- 配給 - 太秦

## DVD
- 『RED COW 上海富豪令嬢を追え』（2016年4月3日、販売元：株式会社アースゲート）特典映像収録